# Koki Mizuno
Koki Mizuno (水野 晃樹, Mizuno Koki, Shizuoka, 6 september 1985) is een Japans voetballer die als middenvelder speelt.

## Carrière
Koki Mizuno speelde tussen 2004 en 2010 voor JEF United Ichihara Chiba en Celtic. Hij tekende in 2012 bij Ventforet Kofu.

## Japans voetbalelftal
Koki Mizuno debuteerde in 2007 in het Japans nationaal elftal en speelde 4 interlands.

## Statistieken
| Japans voetbalelftal | Japans voetbalelftal | Japans voetbalelftal |
| Jaar                 | Wed.                 | Dlp.                 |
| -------------------- | -------------------- | -------------------- |
| 2007                 | 4                    | 0                    |
| Totaal               | 4                    | 0                    |